# Банске
Банске (словац. Banské) — село и одноимённая община в округе Вранов-над-Топлёу Прешовского края Словакии.

## История
Впервые упоминается в 1397 году.
В селе есть греко-католическая церковь святых Петра и Павла, построенная в 1788 году в стиле позднего барокко на месте более старого храма с 1678 года, с 1963 года национальная культурная достопримечательность.

## Население
| Год:                | 1994 | 2004     | 2014     | 2024     |
| ------------------- | ---- | -------- | -------- | -------- |
| Количество человек: | 1355 | 1563     | 1811     | 2018     |
| Разница:            |      | +15,35 % | +15,86 % | +11,43 % |

Национальный состав населения (по данным последней переписи населения 2001 года):
- словаки — 76,54%
- цыгане — 23,11%

Состав населения по принадлежности к религии состоянию на 2001 год:
- греко-католики — 89,78%,
- римо-католики — 9,33%,
- протестанты — 0,14%,
- не считают себя верующими или не принадлежат к одной вышеупомянутой церкви - 0,62%